# Perichondrium
Das Perichondrium ist die Knorpelhaut. Sie umhüllt den Knorpel und enthält viele Gefäße sowie Nervenendigungen und ist daher sehr schmerzempfindlich.
Das Perichondrium gliedert sich in 
- eine zellreiche innere Schicht, das Stratum cellulare (auch Stratum chondrogenicum), welches undifferenzierte knorpelbildende Zellen (aus dem Mesenchym) enthält, die den Fibroblasten ähneln.
- eine faserreiche äußere Schicht, das Stratum fibrosum, welches aus Kollagen- und elastischen Fasern besteht und Zugkräften entgegenwirkt.

Aufgabe des Perichondriums ist einerseits die Ernährung des Knorpels, andererseits besitzt es die Fähigkeit, bei Bedarf im Kindesalter den da noch regenerationsfähigen Knorpel zu bilden. Bei Erwachsenen ist dies, wenn überhaupt, nur in sehr geringem Ausmaß möglich. Der Gelenkknorpel kann nicht erneuert werden, da er kein Perichondrium besitzt. Er wird von der Synovialflüssigkeit des Gelenkspaltes ernährt.